# Gobi
Gobi je pustinja u središnjoj Aziji, nalazi se na području sjeverne i sjeverozapadne Kine i južne Mongolije. Svojom površinom od oko 1.295.000 km2 Gobi je peta pustinja u svijetu po veličini, a svojim položajem najjsevernija pustinja na svijetu. 
Pustinja Gobi je okružena gorjem Altaj i mongolskom ravnicama i stepama na sjeveru, visoki plato Tibeta nalazi se na jugozapadu, a sjevernokineska nizina na jugoistoku pustinje. Gobi je hladna pustinja, te se često na vrhu pustinjski dina nalaze tragovi snijega, čemu pridonosi i nadmorska visina na kojoj se nalazi pustinja od oko 910 do 1.520 metara.
Prosječno u pustinju padne oko 194 milimetara kiše godišnje, dodatna količina vlage u pustinju dopire sa sjevera iz sibirskih stepa, hladnim vjetrovima koji donose snijeg i koji spuštaju temperaturu pustinje do –40°C u zimi, za razliku od ljetne od +50°C.
Pustinja gobi je povijesno značajna kao dio Mongolskog Carstva, a mjesto je i nekih važnih točaka na Putu Svile.
Pustinja Gobi mjesto je otkrića mnogih okamina (fosila), iz razdoblja kasne krede, a u pustinji su prvi put otkrivena jaja dinosaura. Tako su tamo nađeni i dinosauri Velociraptor, Oviraptor, Tarbosaurus, Protoceratops i mnogi drugi, kao i sisavac Nemegtbaatar.